# Diphenylzinndichlorid
Diphenylzinndichlorid ist eine chemische Verbindung aus der Gruppe der zinnorganischen Verbindungen.

## Geschichte
Über die erste Darstellung von Diphenylzinndichlorid wurde bereits 1878 von B. Aronheim berichtet. Dazu wurde Zinntetrachlorid mit Diphenylquecksilber über 12 Stunden in der Siedehitze in Ligroin umgesetzt:
{\displaystyle \mathrm {2\ Hg(C_{6}H_{5})_{2}\ +\ SnCl_{4}\ \rightarrow \ Cl_{2}Sn(C_{6}H_{5})_{2}\ +\ 2\ HgCl(C_{6}H_{5})} }

## Gewinnung und Darstellung
Diphenylzinndichlorid kann technisch durch schrittweise Abspaltung von Phenylgruppen aus Tetraphenylzinn mit Chlor hergestellt werden:
{\displaystyle \mathrm {Sn(C_{6}H_{5})_{4}+\ Cl_{2}\ {\xrightarrow {}}\ ClSn(C_{6}H_{5})_{3}\ +\ C_{6}H_{5}Cl} }
{\displaystyle \mathrm {ClSn(C_{6}H_{5})_{3}+\ Cl_{2}\ {\xrightarrow {}}\ Cl_{2}Sn(C_{6}H_{5})_{2}\ +\ C_{6}H_{5}Cl} }
Auch durch Komproportionierung von Tetraphenylzinn mit Zinntetrachlorid (Kocheshkov-Umlagerung) lässt sich Diphenylzinndichlorid herstellen:
{\displaystyle \mathrm {Sn(C_{6}H_{5})_{4}\ +\ SnCl_{4}\ \rightarrow \ 2\ Cl_{2}Sn(C_{6}H_{5})_{2}} }

## Eigenschaften

### Physikalische Eigenschaften
Diphenylzinndichlorid löst sich leicht in Ether, Alkohol und Ligroin, im Wasser dagegen nur wenig unter teilweiser Zersetzung. Im 13C-Kernresonansspektrum (NMR) zeigt Diphenylzinndichlorid folgende Signale:
|              | Sn–C1– | –C2   | –C3   | –C4   |
| ------------ | ------ | ----- | ----- | ----- |
| ppm          | 137,1  | 135,2 | 129,8 | 131,7 |
| J(13C–119Sn) | 785    | 64,7  | 86,3  | 17,5  |

Im 119Sn–NMR liefert es ein Signal bei −26,4 ppm. Im Kristall liegt der Zinn-Kohlenstoff-Abstand bei 2,112(5) und der Zinn-Chlor-Abstand bei 2,345(2) Å. Es hat in Benzol ein Dipolmoment von 4,21 Debye.

### Chemische Eigenschaften
An feuchter Luft oder in Wasser hydrolysiert Diphenylzinndichlorid zu Diphenylzinnhydroxychlorid, aus welchem sich in Gegenwart von Salzsäure wieder
Diphenylzinndichlorid zurückbildet:
{\displaystyle \mathrm {Cl_{2}Sn(C_{6}H_{5})_{2}\ +\ H_{2}O\ \rightleftharpoons \ ClSn(OH)(C_{6}H_{5})_{2}\ +\ HCl} }
Während in Gegenwart von Ammoniak oder Natronlauge Diphenylzinnoxid entsteht, werden durch Einwirkung von konzentrierten Säuren, wie Salzsäure Benzol oder entsprechende Substitutionsprodukte abgespalten:
{\displaystyle \mathrm {Cl_{2}Sn(C_{6}H_{5})_{2}\ +\ 2\ HCl\ \rightarrow \ SnCl_{4}\ +\ 2C_{6}H_{6}} }

## Verwendung
Durch Umsetzung von Diphenylzinndichlorid mit Diethylaluminiumhydrid in Diethylether kann Diphenylzinndihydrid gewonnen werden:

## Sicherheitshinweise
Diphenylzinndichlorid hat einen Flammpunkt von 113 °C.